# Indien i olympiska vinterspelen 1968
Indien deltog med en deltagare vid de olympiska vinterspelen 1968 i Grenoble. Landets deltagare erövrade ingen medalj.